# Frolicking Fish
Pour plus de détails, voir Fiche technique et Distribution.
Poissons folichons (Frolicking Fish) est un court métrage d'animation américain de la série des Silly Symphonies réalisé par les studios Disney, pour United Artists et sorti le 8 mai ou le 21 juin, 1930.

## Synopsis
Des créatures sous-marines dansent en rythme. Un hippocampe tente de désarçonner son cavalier, un poisson s'amuse avec la chaîne d'une ancre, un chœur aquatique interprète une marche autour d'un coffre près d'une épave de navire. Une pieuvre sort du coffre et poursuit les petits poissons. Une écrevisse fait des percussions avec des coquillages tandis qu'un poisson fait des bulles. Un petit poisson parvient à échapper à la pieuvre en utilisant l'ancre du bateau englouti.

## Fiche technique
- Titre original : Frolicking Fish
- Titre français : Poissons folichons
- Série : Silly Symphonies
- Réalisateur : Burt Gillett
- Animateur[3] : Ben Sharpsteen, Les Clark, Dave Hand, Wilfred Jackson, Norman Ferguson, Jack King, Johnny Cannon, Tom Palmer, Merle Gibson
- Décors : Carlos Manriquez, Emil Flohri
- Producteur : Walt Disney
- Société de production : Walt Disney Productions
- Distributeur : Columbia Pictures
- Date de sortie : 8 mai[1] ou 21 juin[2] 1930
  - Annoncée : 8 mai 1930 mais livré le 21 juin à Columbia Pictures[3]
  - Dépôt de copyright : 11 juin 1930
- Format d'image : Noir et Blanc
- Musique : Bert Lewis[3]
  - Extrait de La Marche des Gnomes (Heinzelmächen, 1880) de Richard Eilenberg
  - Extrait de La Danse des Serpents (1906) d'Eduardo Boccalari
- Son : Mono
- Durée : 6 min 02 s
- Langue : (en)
- Pays de production :  États-Unis

## Commentaires
Steven Watts mentionne le film comme faisant partie des premiers sujets des Silly Symphonies. Ce film a subi les départs d'Ub Iwerks et de Carl Stalling, début 1930, en étant repoussé à l'été 1930. Il devait être livré le 1er mai 1930 et présenté la semaine suivante mais il n'était pas fini pour ces dates. Dave Smith donne le 21 juin comme date de sortie mais Russel Merritt & J.B. Kaufman précise que cette date est la livraison à Columbia Pictures. La première présentation du film n'est pas connue et le magasin Variety n'a traité sa sortie que lors de la seconde édition en septembre 1930.
Les supports originaux du film possédaient une teinte verte afin de renforcer l'effet des scènes sous-marines. D'après Frank Thomas et Ollie Johnston, deux gags de ce film ont été repris dans la séquence sous-marine du film Pinocchio (1940).
D'après Russel Merritt & J.B. Kaufman, ce serait après avoir vu une scène de ce film, faite par Norman Fergusson dans laquelle des éléments se chevauchaient que Walt Disney aurait pris la décision de former ses animateurs au dessin.